# 普特克湖
62°32′39″N 35°01′35″E / 62.544216°N 35.026418°E
普特克湖（俄语：Путкозеро），是俄羅斯的湖泊，位於該國西北部，由卡累利阿共和國負責管轄，面積21.1平方公里，海拔高度37米，湖岸線長度51.2公里，集水區面積181平方公里，平均水深19.5米，最大水深43米。